# Pocancy
Pocancy település Franciaországban, Marne megyében. Lakosainak száma 177 fő (2022. január 1.). Pocancy Champigneul-Champagne, Athis, Les Istres-et-Bury, Saint-Mard-lès-Rouffy, Thibie, Vélye és Vouzy községekkel határos.

## Népesség
A település népességének változása:
| Lakosok száma | 177  | 191  | 191  | 163  | 167  | 168  | 168  | 178  | 181  | 177  |
|               | 1968 | 1982 | 1990 | 2006 | 2013 | 2015 | 2017 | 2019 | 2020 | 2022 |